# Edwin Pauley
Edwin Wendell Pauley (geboren 7. Januar 1903 in Indianapolis, Indiana; gestorben 18. Juli 1981 in Beverly Hills, Kalifornien) war ein US-amerikanischer Geschäftsmann, der auch politisch aktiv war.

## Leben und Wirken
Edwin Pauley wurde 1903 in Indianapolis geboren. Er war das Musterbeispiel eines Selfmade-Tycoons, der sich durch das College arbeitete und dann großes Vermögen anhäufte. Dabei gewann er an Macht in der Demokratischen Partei, sowohl in Kalifornien als auch auf nationaler Ebene. 1942 wurde er Schatzmeister (Treasurer) des Democratic National Committee, dem er dann von 1944 bis 1948 noch als Mitglied angehörte. Er war auch 32 Jahre lang Mitglied im Leitungsgremium (Board of Regents) der University of California, seiner Alma Mater, einschließlich der Zeit der Studentenproteste in den 1960er Jahren.
Nachdem Pauley sich in der Ölindustrie einen Namen gemacht hatte, wurde er zu Beginn des Zweiten Weltkriegs von Präsident Franklin D. Roosevelt zum Erdölmanager Washingtons ernannt, der die Lieferungen nach Großbritannien und in die Sowjetunion im Rahmen des Leih- und Pachtgesetzes koordinierte. Sein Reichtum und Einfluss verwickelten ihn in eine Reihe von Parteikämpfen, insbesondere in Kalifornien bei den Vorbereitungen für die Democratic National Convention 1960 in Los Angeles. Er war ein Konservativer, der Lyndon B. Johnson unterstützte, als der Trend sich Richtung John F. Kennedy verlagerte. Er geriet auch in den Mittelpunkt einer Kontroverse, als er von Präsident Harry S. Truman als Unterstaatssekretär der Marine nominiert wurde. Der Senat zwang ihn aufgrund von Interessenkonflikten zum Rücktritt.
Pauley gründete 1928 die „Petrol Corporation“, einen unabhängigen Erdölproduzenten. Später verkaufte er das Unternehmen an Standard Oil. Gegen Ende des Zweiten Weltkrieges wurde er von den Vereinigten Staaten, Großbritannien und die Sowjetunion gegenüber Japan zum Leiter einer Reparationskommission ernannt. Das Pauley-Ermittlungsteam traf im November 1945 in Tokio ein und erstellte auf der Grundlage seiner eigenen Ermittlungen, Anfragen der amerikanischen Regierung und der Fernostkommission sowie Petitionen der japanischen Regierung im April 1946 den Pauley-Abschlussbericht. Als Maßnahme wurde empfohlen, die meisten Schwerindustrieanlagen, vor allem die Rüstungsindustrie, abzureißen.
Nach dem Krieg war Pauley der amerikanische Vertreter in der „Allied Reparations Commission“ in Bezug auf Japan. Präsident Truman nominierte ihn 1945 als Under Secretary of the Navy, doch der Senat sträubte sich dagegen, nachdem er sich weigerte, Aktien von Unternehmen zu verkaufen, die mit der Marine Geschäfte machten. Die politische Krise, die aufgrund der Vorwürfe von Interessenkonflikten entstand, führte auch zum Rücktritt von Harold L. Ickes (1874–1952) als Innenminister.
1958 gründete Pauley die „Pauley Petroleum Inc.“, fungierte als Vorstandsvorsitzender und tat sich mit Howard Hughes zusammen, um die Ölproduktion im Golf von Mexiko auszuweiten. Pauley Petroleum entdeckte eine hochproduktive Offshore-Erdölreserve und geriet 1959 in einen Streit mit der mexikanischen Regierung, die die Lizenzgebühren aus den Bohrlöchern für zu niedrig hielt.
Zu den Denkmälern, die Pauley hinterließ, gehörten die „Great Pauley Hall“ im Los Angeles County Museum of Art und der „Edwin W. Pauley Pavilion“, eine Sportarena auf dem Campus der University of California in Los Angeles, zu deren Bau er Eine Million Dollar beisteuerte. Er hinterließ seine Frau Barbara, drei Söhne, Edwin W. Jr., Stephen und Robert, und eine Tochter, Susan Jean French.